# Jordan Attah Kadiri
Jordan Attah Kadiri (Idah, 11 maart 2000) is een Nigeriaans voetballer die bij voorkeur als aanvaller speelt. Hij tekende in 2019 voor Östersunds FK.

## Clubcarrière
Attah speelde in Nigeria bij Sunsel en Nasarawa United. Op 13 augustus 2019 tekende hij bij het Zweedse Östersunds FK. Op 25 augustus 2019 debuteerde Attah in de Allsvenskan tegen AIK Stockholm. Op 30 september 2019 maakte hij zijn eerste competitietreffer tegen Djurgårdens IF. Op 31 juli 2020 maakte hij een transfer naar Lommel SK.